# Neuquenioa nitida
Neuquenioa nitida är en fjärilsart som beskrevs av Köhler 1952. Neuquenioa nitida ingår i släktet Neuquenioa och familjen nattflyn. Inga underarter finns listade i Catalogue of Life.